# Minéroduc

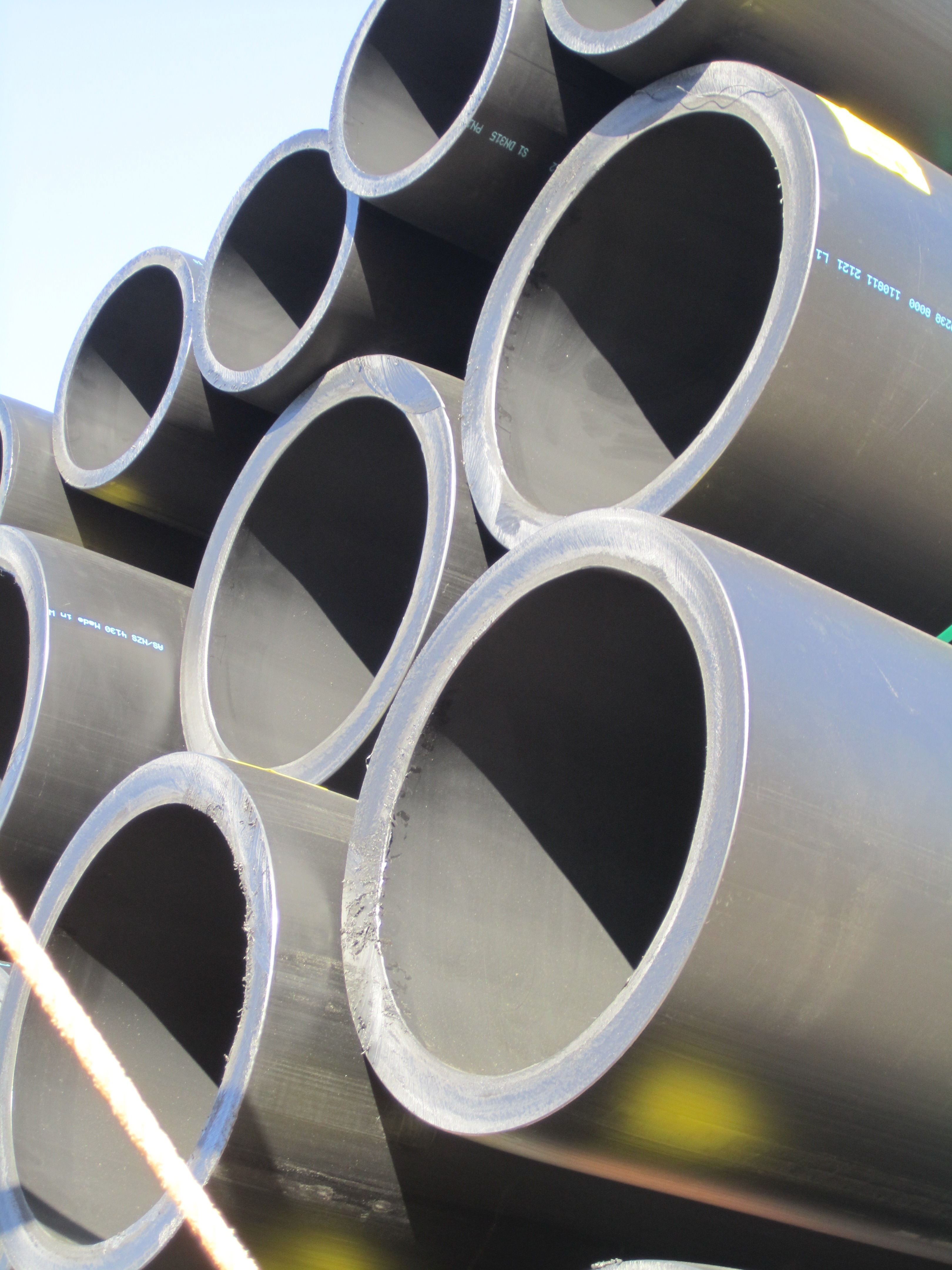
Tuyaux en PEHD à paroi épaisse pour l'application de lisier.

Un minéroduc est un pipeline destiné à faire transiter un minéral sous forme d'une suspension liquide (slurry) jusqu'à un port d'exportation ou une zone de traitement.
À ce jour[Quand ?], plusieurs projets existent pour faire transiter des minéraux par minéroducs mais rares sont les produits, dont le charbon (carboduc), le fer et le phosphate, qui se prêtent facilement à ce type de transport.
Le premier minéroduc au monde à voir le jour serait un pipeline réalisé en Australie en 1967 afin de transporter du fer en émulsion sur une distance de 85 km.
En 2014, au Maroc, l'Office chérifien des phosphates (OCP) a inauguré un réseau de minéroducs de 235 km, pour transporter le phosphate de son site d'extraction à Khouribga (à 120 km au sud-est de Casablanca), jusqu'au port de Jorf Lasfar, situé au sud de Casablanca.  Ce sont 38 millions de tonnes de minerai qui sont acheminées annuellement.